# (18182) Wiener
(18182) Wiener (2000 QC35) – planetoida z grupy pasa głównego asteroid okrążająca Słońce w ciągu 4,77 lat w średniej odległości 2,83 j.a. Odkryta 27 sierpnia 2000 roku.